# Andrena afimbriata
Andrena afimbriata är en biart som beskrevs av Laberge 1967. Andrena afimbriata ingår i släktet sandbin, och familjen grävbin. Inga underarter finns listade i Catalogue of Life.